# Dąb Cygański

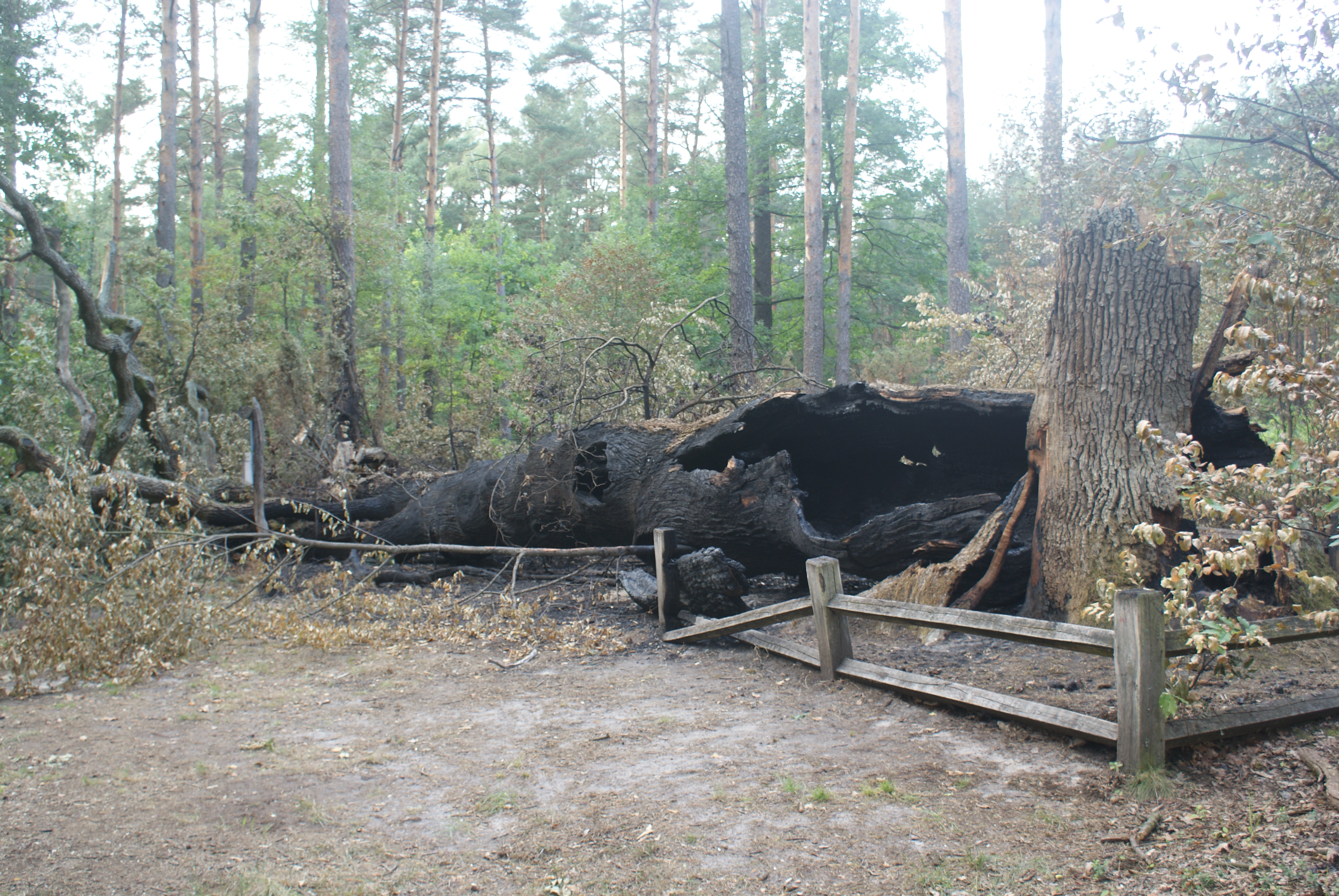
Dąb Cygański po pożarze 20 sierpnia 2012

Dąb cygański – drzewo rosnące na terenie gminy Kluki w powiecie bełchatowskim, mniej więcej w połowie drogi pomiędzy Klukami a Parznem. Tabliczka informacyjna umieszczona przy nim mówi o wieku około 900 lat, jednak nie jest to miarodajne. Pierśnica drzewa (obwód pnia) 5,02 m. Z drzewem jest związana ludowa legenda, mówiąca o tym, że niegdyś w okolicy przebywała królowa Jadwiga.
Dąb spłonął 20 sierpnia 2012 roku – najprawdopodobniej w wyniku podpalenia. To, co z niego zostało, znajduje się obecnie przy ścieżce edukacyjnej w szkółce leśnej "Borowiny".